# Industrija Hrvaške
Hrvaška industrija ima pomembno vlogo v gospodarstvu države. Ima dolgoletno tradicijo, ki temelji na kmetijstvu, gozdarstvu in rudarstvu že od 19. stoletja. Takrat so se razvile številne industrijske panoge, kot so lesna industrija, živilska industrija, proizvodnja kalije, ladjedelništvo, usnjarstvo in obutev, tekstilna industrija in druge. Danes so industrijski sektorji na Hrvaškem živilska industrija in industrija pijač (približno 24 % celotnih prihodkov predelovalne industrije), kovinsko predelovalna in strojna industrija, vključno z vozili (20 %), proizvodnja koksa in rafinirane nafte (17 %), kemična in farmacevtska industrija, industrija gume in plastike (11 %), proizvodnja lesa, pohištva in papirja (9 %), proizvodnja električne opreme, elektronike in optike (9 %), tekstilna, oblačilna in obutvena industrija (5 %) ter proizvodnja gradbenega materiala (5 %).
V strukturi bruto domačega proizvoda (BDP) Hrvaške je leta 2015 delež industrije znašal 21,2 %. Izvoz industrije je leta 2015 dosegel približno 10 milijard evrov, kar predstavlja 94,5 % celotnega izvoza. Istega leta je bila stopnja rasti industrijske proizvodnje 27-odstotna.